# Йоргос Доніс
Йо́ргос До́ніс (грец. Γιώργος Δώνης, нар. 22 жовтня 1969, Франкфурт-на-Майні) — грецький футболіст. По завершенні ігрової кар'єри — футбольний тренер. Із серпня 2020 року очолює тренерський штаб ізраїльського «Маккабі» (Тель-Авів).
Виступав, зокрема, за клуб «Панатінаїкос», а також національну збірну Греції.

## Клубна кар'єра
Народився 22 жовтня 1969 року в місті Франкфурт-на-Майні. Вихованець юнацьких команд футбольних клубів «Панатінаїкос», «Атінаїкос» та «Панаргіакос».
У дорослому футболі дебютував 1990 року виступами за команду клубу «ПАС Яніна», в якій провів один сезон, взявши участь у 52 матчах чемпіонату. 
Своєю грою за цю команду привернув увагу представників тренерського штабу клубу «Панатінаїкос», до складу якого приєднався 1991 року. Відіграв за клуб з Афін наступні п'ять сезонів своєї ігрової кар'єри. Більшість часу, проведеного у складі «Панатінаїкоса», був основним гравцем команди.
Згодом з 1996 по 2000 рік грав у складі команд клубів «Блекберн Роверз», АЕК, «Шеффілд Юнайтед» та «Гаддерсфілд Таун».
Завершив професійну ігрову кар'єру у клубі АЕК, у складі якого вже виступав раніше. Прийшов до команди 2000 року, захищав її кольори до припинення виступів на професійному рівні у 2001 році.

## Виступи за збірну
У 1991 році дебютував в офіційних матчах у складі національної збірної Греції. Протягом кар'єри у національній команді, яка тривала 7 років, провів у формі головної команди країни 24 матчі, забивши 5 голів.

## Кар'єра тренера
Завершивши виступи на полі, вирішив присвятити себе тренерській роботі. 2002 року очолив команду клубу «Ілісіакос», яку за два роки вивів з четвертого грецького дивізіону до другого. Успіхи тренера-початківця привернули увагу керівництва одного з лідерів другого дивізіону, клубу «Лариса», команду якого Доніс очолив влітку 2004 року. З першої ж спроби привів команду до перемоги у другому дивізіоні, а протягом наступних років вона закріпила за собою статус міцного середняка грецької футбольної першості. 2007 року здобув свій перший великий трофей у тренерській кар'єрі, привівши команду до перемоги у тогорічному розіграші Кубка Греції.
Наприкінці квітня 2008 року залишив «Ларису», а за декілька тижнів очолив тренерський штаб клубу АЕК. Готував команду до старту сезону 2008/09, який команда провалила, вибувши на ранній стадії з боротьби за Кубок УЄФА та провівши низку слабких матчів у національному чемпіонаті. Тож вже у листопаді того ж року, через півроку після призначення, був звільнений з посади головного тренера афінської команди.
Згодом протягом 2009–2012 років працював з іншою столичною командою, «Атромітосом», яку двічі доводив до фіналу Кубку Греції. Наступним місцем тренерської роботи Доніса був ПАОК, який він очолив у травні 2012 року. Із цією командою не пропрацював і сезону, адже був звільнений вже у квітні наступного року після низки незадовільних результатів.
Продовжив тренерську кар'єру на Кіпрі, куди був запрошений у жовтні 2013 року керівництвом діючого чемпіона країни клубу АПОЕЛ. У першому ж сезоні роботи його командою зробив «золотий дубль», здобувши перемоги у чемпіонаті Кіпру і національному Кубку. Утім старт наступного сезону вийшов значно менш вдалим і на початку 2015 року тренер і клуб погодилися передчасно припинити співпрацю.
Протягом 2015–2017 років працював на Близькому Сході, де тренував команди саудівського «Аль-Хіляля» та еміратської «Шарджі», після чого влітку 2017 року повернувся до АПОЕЛа. Нікосійська команда на той час була діючим чемпіоном і безумовним фаворитом внутрішніх змагань, тому коли незадовго до завершення сезону 2017/18 поразка від лімасольського «Аполлонв» поставила під загрозу здобуття нею чергового чемпіонського титулу, керівництво клубу у березні 2018 року вирішило звільнити Доніса. Згодом його наступник на посаді у клубі португалець Бруно Балтазар все ж привів АПОЕЛ до перемоги у національній першості.
4 липня 2018 року Доніса було призначено головним тренером команди «Панатінаїкоса», якій він присвятив значну частину ігрової кар'єри. Пропрацював із командою протягом двох із трьох передбачених контрактом сезонів, після чого у липні 2020 року залишив її за згодою сторін.
11 серпня 2020 року був призначений головним тренером діючого чемпіона Ізраїлю клубу «Маккабі» (Тель-Авів).

## Титули і досягнення
Гравець
- Переможець Середземноморських ігор: 1991
- Чемпіон Греції (2):

Панатінаїкос: 1994-95, 1995-96
- Володар Кубка Греції (3):

Панатінаїкос: 1992-93, 1993-94, 1994-95
- Володар Суперкубка Греції (2):

Панатінаїкос: 1993, 1994
Тренер
- Володар Кубка Греції (1):

Лариса: 2006-07
- Чемпіон Кіпру (2):

АПОЕЛ: 2013-14, 2017-18
- Володар Кубка Кіпру (1):

АПОЕЛ: 2013-14
- Володар Королівського Кубка Саудівської Аравії (1):

Аль-Хіляль: 2014-15
- Володар Кубка наслідного принца Саудівської Аравії (1):

Аль-Хіляль: 2015-16
- Володар Суперкубка Саудівської Аравії (1):

Аль-Хіляль: 2015
- Володар Кубка Тото (1):

Маккабі (Тель-Авів): 2020